# Sidi Ifni
Sidi Ifni (arab. سيدي إفني; hiszp. hist. Santa Cruz del Mar Pequeño) – miasto w południowo-zachodnim Maroku, nad Oceanem Atlantyckim w prowincji Tiznit (region Sus-Masa-Dara), ok. 20 tys. mieszkańców (2004). Dominuje przemysł rybny i olejarski; rozwinięte rzemiosło. Na północnym krańcu miasta znajduje się duża jednostka wojskowa. W mieście znajduje się również port lotniczy Sidi Ifni.

## Historia
Na miejscu dzisiejszego Sidi Ifni w XV wieku powstała hiszpańska osada jako ośrodek przerzutu niewolników na handel. Za panowania dynastii Saadytów Maroko przejęło kontrolę nad osadą i przyległymi terenami, jednak w 1860 roku na mocy traktatu z Tetuanu Sidi Ifni wróciło do Hiszpanii, jednak jego faktyczne zajęcie odbyło się dopiero w 1934 roku, gdy Maroko spacyfikowane zostało przez Francję. W 1969 roku po odcięciu przez władze niepodległego od 13 lat Maroka dostępu do miasta od strony lądu, Hiszpania zrzekła się praw do kolonii.

## Zabytki i inne atrakcje turystyczne
Większość zabudowy miasta stanowi architektura kolonialna z lat 30. XX wieku. Do największych atrakcji turystycznych zaliczają się budowle w stylu art déco. Zalicza się do nich m.in. pałac królewski (dawna rezydencja gubernatora), kościół łączący elementy architektury art déco i mauretańskiej, a także ratusz z wieżą zegarową i latarnia morska w porcie.
Ok. 10 km na północ (w miejscowości Lezgir) 2 naturalnie ukształtowane kamienne łuki wychodzące w morze. Łuki (miejscami dochodzące do 60 m) zostały ukształtowane przez pływy oceanu; wybrzeże klifowe.